# Arthrosphaera hendersoni
Arthrosphaera hendersoni är en mångfotingart som beskrevs av Pocock 1895. Arthrosphaera hendersoni ingår i släktet Arthrosphaera och familjen Sphaerotheriidae. Inga underarter finns listade i Catalogue of Life.